# Phymatoceratidae
Phymatoceratidae Hyatt, 1867  è una famiglia estinta di ammoniti dell'ordine Ammonitida.. Il raggruppamento fa capo al genere Phymatoceras Hyatt, 1867, la cui specie tipo è P. robustum dello stesso Autore. Nel template accanto è figurato un esemplare di Haugia variabilis di provenienza francese 

## Descrizione
Da Venturi e al., 2010 e da Howarth, 2013: conchiglie da evolute a mediamente involute con scarso ricoprimento dei giri; l'area ventrale può essere appiattita oppure arrotondata, talora pseudosolcata; generalmente provvista da carena cava pavimentata, che si conserva raramente in corrispondenza dei fragmoconi. le coste sono molto rilevate generalmente poco sinuose e partenti (o no) da tubercoli periombelicali rilevati distanziati regolarmente. Le suture settali sono generalmente poco frastagliate, ma i lobi possono anche essere lunghi come ad esempio nel genere Furloceras, che è frequente in Italia.

## Tassonomia
La famiglia comprende i seguenti generi:
- Brodieia
- Sphingoceras
- Yakounia
- Furloceras
- Haugia
- Paronychoceras
- Phymatoceras
- Denckmannia
- Mouterdeiceras

Per i francesi, Rulleau Lacroix e Le Pichon (2015), i Phymatoceratidae sarebbero da ritenere una sottofamiglia che comprende, Brodieia, Denckmannia, Furloceras, Haugia, Mouterdeiceras, Paronychoceras, Phymatoceras, Sphingoceras e Yakounia. Tra questi c'è il genere tipicamente italiano, Sphingoceras, della zona a H. bifrons, che fu proposto alcuni anni fa in un articolo per una rivista francese, ma poi non pubblicato. Tale genere è stato comunque menzionato dai francesi (con la sua specie tipo S. elegans Merla, 1933) per il suo interesse tassonomico e stratigrafico; e anche perché molto diffuso negli affioramenti toarciani italiani e tetidei.

### Specie presenti in Italia
Gli ammoniti del raggruppamento sono stati oggetto d'attenzione anche in Italia fin dall'800, cioè dalla Monografia classica di Meneghini (1881). L'Autore con figure molto ben eseguite ha trattato gli attuali Phymatoceratidae, definendoli, Ammonites comensis de Buch (Tavv. V, VI, VII, e VIII), distinguendoli da Amm. Mercati di Hauer. Va comunque precisato che solo una parte di A. comensis, nella concezione attuale, appartengono alla famiglia. Poi di ammoniti Phymatoceratidae si è occupato Merla (1933); l'A. ha definito varie specie di Phymatoceras, Denckmannia e Chartronia (es. Phymatoceras elegans e Chartronia venustula). Infine Pelosio, nel 1968, si è occupato del genere Phymatoceras, figurando vari esemplari provenienti dall'Alpe Turati (Lombardia). Pinna e Levi Setti nel 1973, hanno per la prima volta sottolineato la separazione tra i Phymatoceratidae europei e quelli mediterranei, separazione in due domini confermata anche dagli ammoniti Hildoceratidae, Dactylioceratidae e Hammatoceratidae